# Ordre des architectes (France)
Pour un article plus général, voir Ordre des architectes.
Pour les articles homonymes, voir CNOA.
En France, l'Ordre des architectes, institué par la loi du 3 janvier 1977 sur l'architecture, est une personne morale de droit public constituée de toutes celles et tous ceux qui exercent en France la profession d'architecte et en portent le titre en respectant son code de déontologie.
L'Ordre des architectes est chargé de la mission de service public d'encadrer de la profession réglementée d'architecte. Placé sous la tutelle du ministère chargé de la Culture, son organisation est précisée par décret pris en Conseil d'État en application de cette loi et un règlement intérieur pris par arrêté ministériel. 18 organes sont chargés de sa gestion : 17 régionaux (CROA) et 1 Conseil national (Conseil national de l'ordre des architectes, CNOA). Le président élu par le conseil national représente l'Ordre des architectes dans tous ses actes de la vie civile. Le Conseil national est présidé par Christine Leconte depuis juin 2021. 
Les 16 conseils régionaux ont pour missions d'assurer la tenue du tableau régional des architectes, de veiller au respect, par tous ses membres, des règles édictées par le Code de déontologie'pour une concurrence loyale entre architectes et des pratiques sincères et responsables à l'égard de leurs clients et de la société. Ils examinent les demandes de vérifications adressées par les services chargés de l'instruction des demandes d'autorisation de construire délivrées au titre du code de l'urbanisme.
Comme le conseil national, ils concourent à la représentation de la profession auprès des pouvoirs publics. Ils ont qualité pour agir en justice en vue, notamment, de la protection du titre d'architecte et du respect des droits conférés et des obligations imposées aux architectes par les lois et les règlements, et pour intervenir sur toute question relative aux modalités d'exercice de la profession, ainsi que pour assurer le respect de l'obligation de recourir à un architecte. Ils peuvent concourir à l'organisation de la formation permanente et de la promotion sociale et au financement d'organismes intéressant la profession.
Le Conseil national coordonne l'action des conseils régionaux et contribue à leur information. Il est consulté par les pouvoirs publics sur toutes les questions intéressant la profession, notamment l'organisation de l'enseignement de l'architecture.
L'Ordre des architectes n'est ni un syndicat d'employés, ni un syndicat patronal, ni une instance de l'administration, ni un expert en architecture. Son existence n'empêche pas celle d'autres représentants de la profession auprès des pouvoirs publics, inscrits au registre de la Haute autorité de la transparence de la vie publique et notamment, de plusieurs syndicats. Depuis 2019, les sociétés d'architecture et leurs employés ont la même convention collective que d'autres structures et employés de maîtrise d’œuvre du bâtiment dont l'activité est strictement commerciale.

## Histoire
En France, l'architecture, comme activité professionnelle, d'enseignement et de recherche, n'a jamais relevé de l'université. Elle a longtemps été sous la tutelle de l'Académie royale d'architecture, puis après la Révolution de la section architecture de l'Académie des beaux-arts qui s'occupait de la formation des architectes, de l'amélioration de la discipline et des modalités de la concurrence professionnelle, en particulier des concours publics et des prix d'émulation.
À partir de 1930, et en particulier sous le Front populaire, la réglementation de la profession fait l’objet de propositions émanant, dans de nombreux cas, de la société des architectes diplômés par le gouvernement (SADG).
L'Ordre des architectes a été créé en France d'après un projet de Jean Zay, ministre de l'Instruction publique auquel avait été rattaché le ministère des Beaux-arts (qui est devenu le ministère de la Culture). Ce projet est devenu effectif par une loi, promulguée le 31 décembre 1940 par le régime de Vichy qui n'est abrogée qu'après la période de la reconstruction, en 1977.

Le premier président du Conseil de l'Ordre du Gouvernement de Vichy fut Auguste Perret. Il n'est pas "architecte diplômé", toutefois, il conçoit le théâtre des Champs-Élysées et le palais d'Iéna. Annette Lévy-Willard observe, en 2012, dans une interview au journal Libération que : 
En 1941, un décret limite à 2% le nombre des architectes juifs, l’Ordre des architectes participe à la spoliation des Juifs. C'est la révolution nationale de Vichy qui met le IIIe Reich à la sauce française, avec un peu de christianisme, d'archevêques. Le concours du meilleur ouvrier de France est créé en 1941 à l'exemple du Reichsberufswettkampf (en) (concours professionnel du Reich).
La loi de 1940, validée par une ordonnance de 1945, crée l'Ordre des architectes du Gouvernement de Vichy, l'organise avec des conseils régionaux et un conseil national, en même temps qu’elle réserve le titre d’architecte. Elle soumet l'exercice de la profession à un Code de déontologie des architectes, largement inspiré du code Guadet de la fin du XIXe siècle, que chaque architecte doit jurer de respecter. Elle ne rend pas obligatoire le recours à l’architecte ; il faudra pour ce faire, attendre la loi du 3 janvier 1977 sur l’architecture pour que l'État reconnaisse que seuls les architectes sont compétents pour l’établir le projet architectural des constructions soumises à l'autorisation administrative de permis de construire.
L'Ordre des architectes [des Gouvernements de la République française] est défini par la loi du 3 janvier 1977. Celle-ci précise les cinq principales composantes de l'architecture que sont : la création architecturale, la qualité des constructions, leur insertion harmonieuse dans le milieu environnant, le respect des paysages naturels ou urbains ainsi que du patrimoine. Ensemble, ces composantes sont considérées comme étant d'intérêt public. En conséquence, l'exercice de la profession d'architecte et son organisation sont soumis à des règles. Leur but est de reconnaître et de protéger l'activité à vocation culturelle et d'intérêt général face aux activités strictement économiques des autres secteurs relatifs à la transformation du cadre de vie.

## Tutelle
L'Ordre des architectes est institué par l'article 21 de la loi no 77-2 du 3 janvier 1977 sur l'architecture. Il a la personnalité morale et l'autonomie financière. En définissant l'architecture comme « une expression de la culture », la loi place l'Ordre sous la tutelle du ministère de la Culture qui est assurée par la direction générale de l'architecture et des patrimoines et, depuis 2010, par les directions régionales des affaires culturelles en lien avec les préfectures des régions. De 1977 à 1996, la tutelle est exercée par différents ministères, dont celui de l’Équipement, des Transports et du Logement, autour de 1993. La tutelle du ministère chargé de la Culture figure dans la loi de 1977, elle lui revient seulement à partir de 1997 avec le Gouvernement de Lionel Jospin.
Architecte n'est pas une profession commerciale mais civile dépendant du code civil et des juridictions civiles.

## Membres
Les membres de l'Ordre des architectes sont les personnes qui, répondant aux dispositions de l'article 10 de la loi sur l'architecture exercent légalement la profession d'architecte. Ils portent le titre professionnel d'architecte suivi du sigle de leur diplôme. Les « architectes exercent la profession » suivant l'un des sept modes d'exercice définis à l'article 14 de la loi.
Toutes et tous les architectes prêtent le serment :
« Dans le respect qui s'attache à la qualité architecturale, je jure d'exercer ma profession avec conscience, probité et responsabilité et d'observer les règles contenues dans la loi sur l'architecture et dans le Code de déontologie »
En 1980, les conseils ordinaux décident d'accueillir les titulaires d'un diplôme d'architecte qui n'exercent pas la profession et qui ont fait le choix de respecter la loi sur l'architecture. Leurs noms ne figurent pas au Tableau des architectes. Il s'agissait de faire connaître la profession en dehors du cadre stricte de celle-ci : « des personnes qui n'exercent pas la profession et qui, dans certaines circonstances hors cadre professionnel, peuvent se dire "architecte en titre". ». Sauf à commettre le délit pénal d'usurpation du titre d'une profession réglementée, ils ont à respecter le 3° alinéa de l'article 40 de la loi sur l'architecture : "les personnes qui peuvent se prévaloir d'un titre scolaire ou universitaire [peuvent en faire] usage de telle sorte qu'aucune confusion ne soit possible avec les titres d'architecte et d'agréé en architecture". 
À partir de 2010, les membres des conseils ordinaux inscrivent au Tableau des architectes les titulaires d'un diplôme d'architecte qui n'exercent pas la profession. Ils les classent dans la rubrique des architectes qui exercent légalement "en qualité de salarié d'organismes d'études exerçant exclusivement leurs activités pour le compte de l'État ou des collectivités locales dans le domaine de l'aménagement et de l'urbanisme". Tous figurent dans la rubrique du Tableau est intitulée : "Architecte ne pouvant pas établir de projets architecturaux".
Sans aucune correspondance avec le cadre législatif et réglementaire en vigueur, le Conseil national de l'Ordre des architectes choisit de répartir les architectes en deux rubriques : les "Architecte pouvant établir des projets architecturaux pour des demandes de permis de construire" et "Architecte ne pouvant pas établir de projet architecturaux". Par ce biais, il exclut, implicitement et auprès du grand public, de l’exercice de la profession les architectes qui établissement des projets architecturaux qui relèvent d’autres formes d'autorisation administrative de construire ou qui ont une des activités listées à l’article 2 du code de déontologie des architectes, autre que l'établissement du projet architectural. Il introduit de sa propre initiative et progressivement des modes et des formes d’exercice interdits historiquement aux architectes.
Les personnes physiques qui ont obtenu un diplôme d'architecte qui n'exercent pas légalement la profession d'architecte qu'elles soient ou pas inscrites à un Tableau de l'Ordre des architectes ne peuvent pas porter le titre d'architecte. Par contre, elles peuvent utiliser le titre de titulaire du diplôme d'architecte, suivi du sigle reconnu correspondant.
L'inscription et l'immatriculation au Tableau de l'Ordre est l'équivalent, sans les règles législatives, les obligations déontologiques et les cotisations à verser annuellement, pour les professions commerciales et artisanales de l'immatriculation aux registres du commerce et des métiers.

### Organisation
Le décret pris en conseil d’État en application de la loi no 77-2 du 3 janvier 1977 sur l'architecture précise l'organisation l'Ordre des architectes en fixant la composition et les modalités de désignation de ses 17 organes de gestion.

#### Conseils régionaux et national
Les architectes élisent directement les conseillères régionales et les conseillers régionaux, qui, notamment concourent à la représentation de la profession auprès des pouvoirs publics. Les membres des conseils régionaux, élus pour six ans et renouvelés par moitié tous les trois ans, rendent compte de leurs actions et recueillent l'avis des architectes de chacune des régions, chaque année, a minima, lors d'une "Réunion annuelle" (article 23 du Règlement intérieur de l'Ordre). 
Les 24 membres du Conseil national sont élus pour six ans par les conseillères régionales et les conseillers régionaux. Ils doivent exercer ou avoir exercé un mandat de membre dans un Conseil régional de l'Ordre.

#### Juridictions ordinales
L'Ordre des architectes possède une juridiction disciplinaire composée d'une Chambre de discipline dans chacune des 16 régions et d'une Chambre de discipline nationale (d'appel), présidée par un conseiller d'État. Elle rend ses décisions, en application du Code de déontologie des architectes. Seul le dernier recours s'exerce devant l'une des juridictions administratives au niveau du Conseil d’État. La Chambre disciplinaire peut prononcer des recommandations, des avertissements, des injonctions de faire, la radiation d'un architecte, la liquidation d'une société d'architecture et mettre en place son administration provisoire. Le but est d'imposer les règles de concurrence loyale entre les architectes et des pratiques de transparence à l'écart, notamment, de leurs clients. Le procédé est différent du Conseil de la concurrence et des prix pour les commerçants. Le Code de déontologie des architectes définit les comportements de base de l'architecte qui, conformément à son serment, exerce sa profession avec conscience, probité et responsabilité.
Les conseils régionaux ont mis en place, hors du cadre de leurs attributions, une juridiction arbitrale civile pour l'interprétation des contrats d’architecte, ainsi que pour trancher les différends nés entre les associés des sociétés d’architecture.

## Chartes d'engagement
Le Conseil national de l'Ordre des architectes a publié, en 2005, une charte « Les architectes au cœur du développement durable ». En 2010, il a publié une nouvelle version intitulée « Charte d'engagement des architectes pour une architecture responsable ». Ces publications n'entrent pas dans ses champs de compétence. 